# Paarproductie

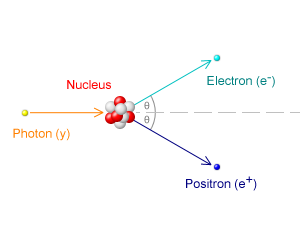
paarproductie

Paarproductie verwijst naar de creatie van een elementair deeltje en zijn antideeltje, nadat een neutraal boson in contact is gekomen met een atoomkern of een ander en zwaarder boson.
De botsing van een foton met een atoomkern kan bijvoorbeeld de creatie van een elektron en een positron (dit is het antideeltje van het elektron) tot gevolg hebben. Dit kan echter alleen plaatsvinden als (1) het foton over voldoende energie beschikt om de nieuwe deeltjes te produceren en (2) energie- en impulsbehoud gegarandeerd zijn. Verder dienen de overige kwantumgetallen, zoals lading, leptongetal, baryongetal et cetera, van de geproduceerde deeltjes tot nul op te tellen.
Wanneer een foton na interactie met een atoomkern een elektron en een positron produceert dient het minimaal over de massa-energie [= m · c²] van een elektron én een positron te beschikken. Die energie is voor beide deeltjes 0,511 MeV. Het foton heeft derhalve minimaal het dubbele hiervan nodig. Behoud van energie is dan geen probleem; eventuele rest-energie kan aan het elektron en het positron worden doorgegeven in de vorm van kinetische energie. Vanwege de relatief grote massa van de atoomkern kan de impuls eveneens behouden worden. Dit geldt ook voor het behoud van elektrische lading: lading elektron -1 + lading positron +1 = 0; dit is gelijk aan de lading van het oorspronkelijke foton.